# Lapa Doce
A Lapa Doce é um sistema de cavernas localizado na Área de Proteção Ambiental Marimbus-Iraquara (APA Marimbus-Iraquara), município de Iraquara, na Chapada Diamantina, região central do estado brasileiro da Bahia, sendo composta por duas grutas: Lapa Doce I e Lapa Doce II (ou apenas Lapa Dois), medindo um total de 16 400 metros.
É uma das grutas mais conhecidas ao norte da área do Parque Nacional da Chapada Diamantina, junto às grutas Torrinha, Pratinha e outras, sendo uma das maiores atrações de espeleoturismo da cidade, uma das que possui maior número de cavernas além de estar situada numa área reconhecida por sua riqueza em paisagens naturais, fazendo de Iraquara "um dos principais sítios espeleológicos do país".

## Contexto espeleológico e turístico
Há em Iraquara, cidade situada a 450 km da capital e a 70 km de Lençóis, ceca de duas centenas de cavernas catalogadas, das quais o mais importante é o sistema Lapa Doce dada sua extensão e destaque, e nesta destaca-se a Lapa Doce I, por sua importância ao turismo espeleológico, uma das principais atividades econômicas ali.
Chega-se até o local por meio de estradas vicinais que partem da BR-122. A gruta, que possui mais de dez entradas de fácil acesso e com relevo pouco acidentado, faz com que seja a mais visitada em Iraquara.
A gruta I é a que tem uso turístico, e além da entrada principal possui outras cinco, formadas pelo colapso do teto: Pedra Furada, Lapão, Lapa D'água, Salão Gigante e Santa Rita.

### Lapa Doce I
É a parte mais ao norte do sistema e integra o roteiro turístico do circuito daquela parte da Chapada, de forma que é bastante frequentada, sobretudo durante os feriados e alta estação. Situa-se numa propriedade particular, e a fazenda possui infraestrutura para receber os turistas (com guias, restaurante, estacionamento, etc), cujo número vem crescendo anualmente. A visita se dá em grupos com média de meia dúzia de pessoas, e tem a duração de vinte minutos.
Seu acesso é feito a partir de uma dolina, próxima da Lapa Doce II, e o trajeto turístico se dá por uma galeria com um quilômetro e meio até a próxima dolina, quando então o terreno fica mais acidentado e é feito o retorno. Nela a largura máxima da galeria principal atinge 60 metros por 25 metros de altura.

## Ambiente geológico e hídrico
O município de Iraquara está localizado na chamada Bacia de Irecê, com "rochas carbonáticas neoproterozóicas" características da Formação Salitre, dentro do denominado Grupo Una numa região de planalto composta por morros e serras, onde existem dezenas de grandes cavernas com sedimentos de clasto que não raro as preenchem até o teto.
"Foi designado por Panchaut & Panchaut (1995) e Ferrari (1990) como Sistema Santa Rita, devido a localização de uma de suas entradas junto ao distrito homônimo"
O sistema parece ser formado pelo curso subterrâneo do Riacho Água de Rega (da bacia local do Rio Santo Antônio; nele bombas d'água foram colocadas para atender à irrigação, sendo que no final do século XX ali eram extraídos ó0 m³/hora sem que fosse observada alteração significativa do nível hídrico, que é alimentado por várias fontes, assim como em outras grutas da região como a Pratinha.

## Imagens
Alguns registros pictóricos da Lapa Doce:

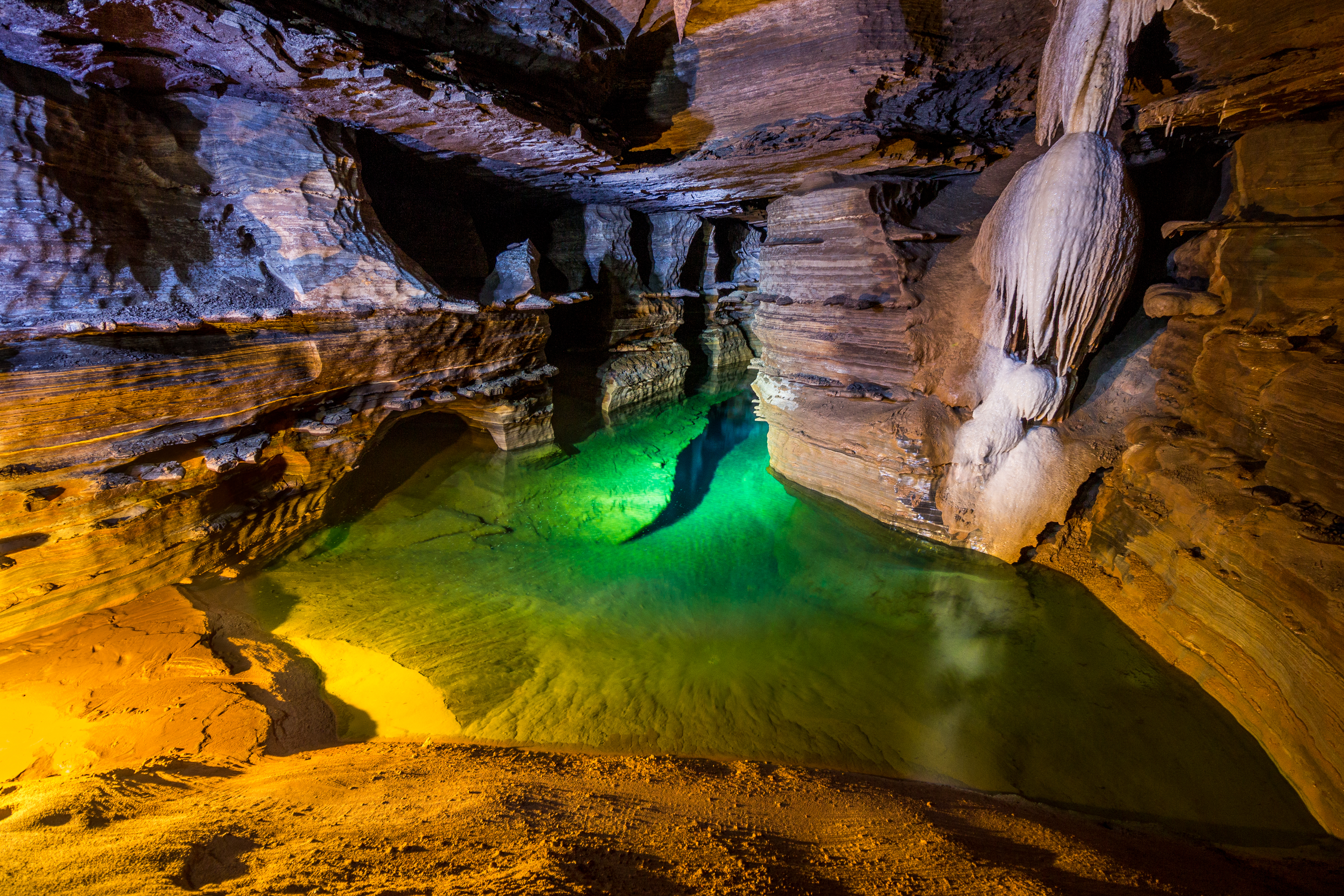
Aquífero no interior da gruta
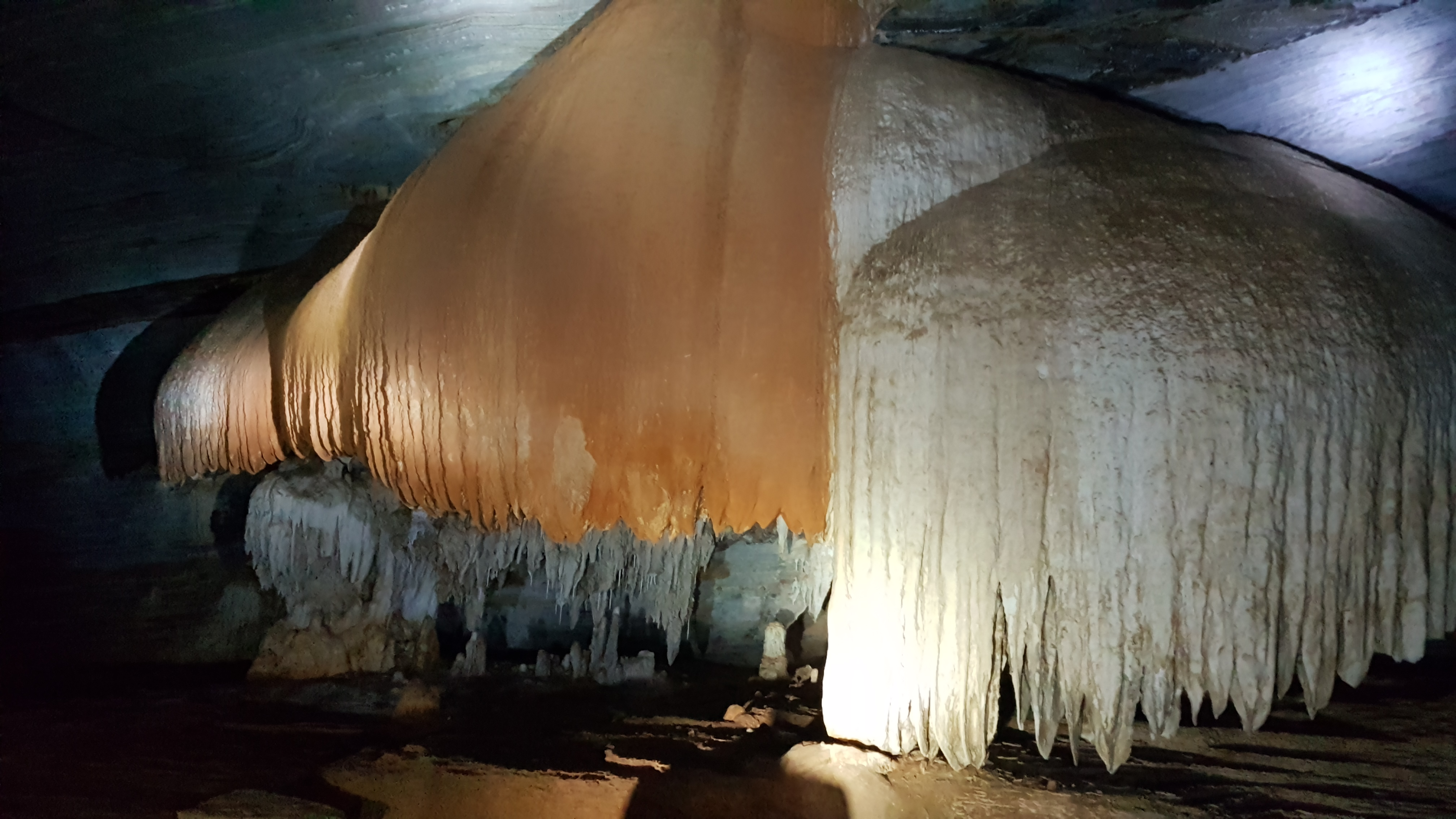
Contraste em estalactites por escorrimento de óxido ferroso
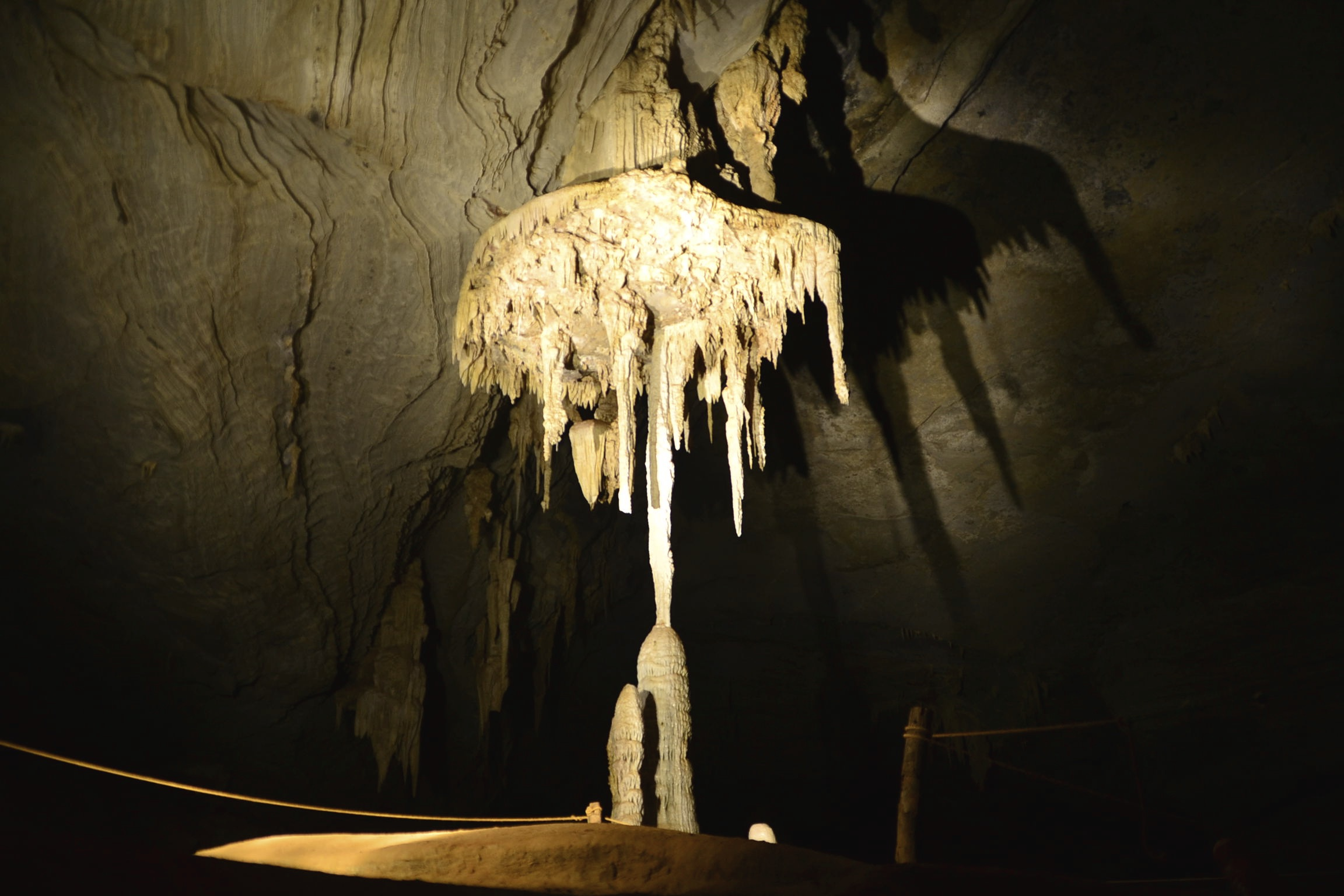
Formações como esta são um dos atrativos para a visitação
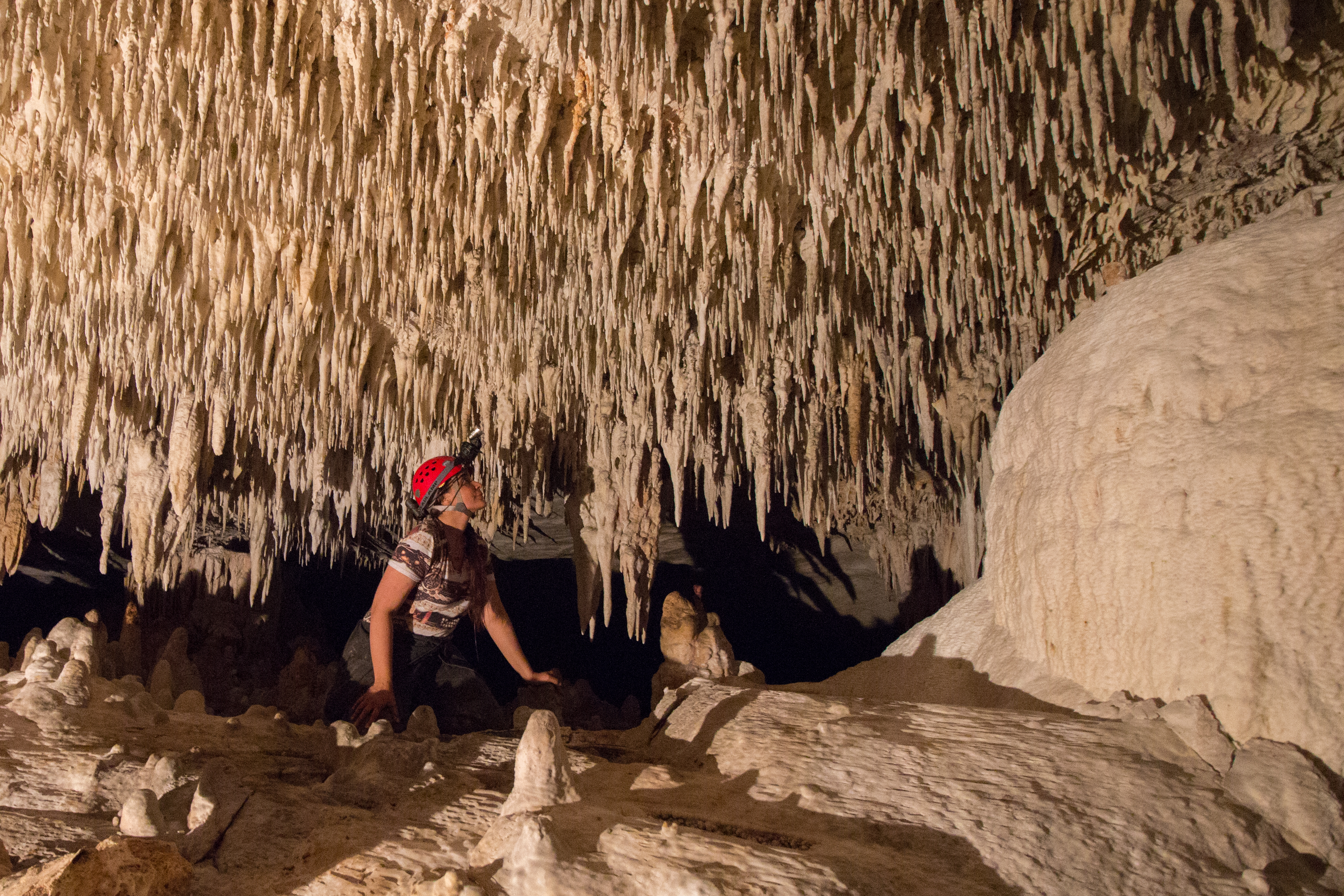
Estalactites em conjunto
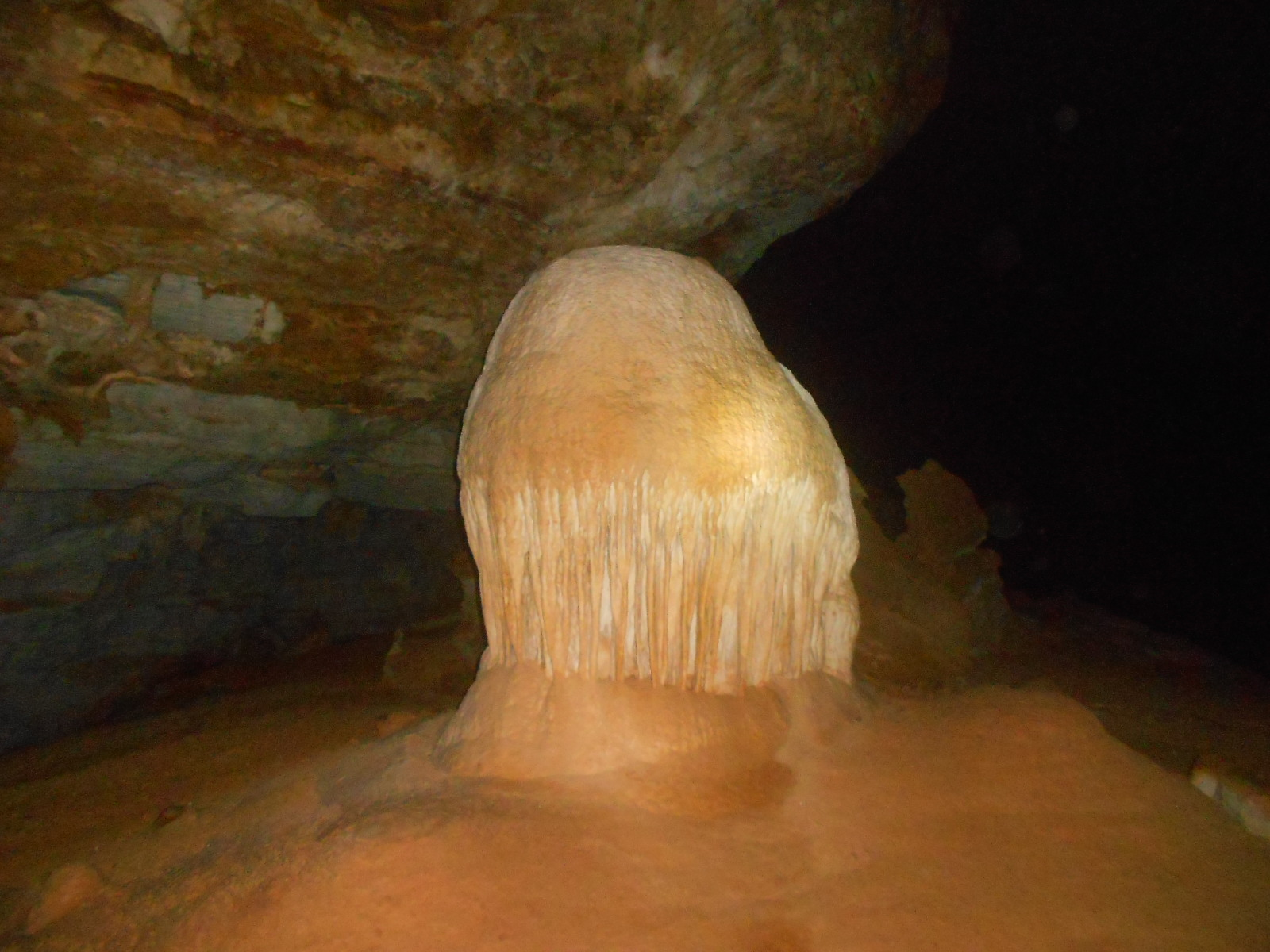
Estalagmite